# Tetraselmis
Tetraselmis es un género de fitoplancton.

## Descripción
Las especies de Tetraselmis varían en el tamaño y forma de las células. Pueden ser esféricas, elípticas, aplanadas o una combinación de estas u otras formas.  Cada célula tiene un único cloroplasto que contiene una mancha ocular.

## Ciclo de vida
Tetraselmis pasa por tres etapas que incluyen una etapa con flagelos, una etapa inmóvil y una etapa de quiste. En la etapa con flagelos, las células individuales viajan de forma lineal durante un largo período de tiempo y luego cambian rápidamente de dirección sin detenerse, con la fuerza de cuatro flagelos gruesos de igual longitud (menor a la de la célula) que emergen en pares. En la etapa de quiste la célula pierde los flagelos. La etapa inmóvil es la dominante en la mayoría de las especies, y es en la cual se produce la división celular, tras la cual las dos células generadas pueden permanecer inmóviles o desarrollar flagelos, según las condiciones ambientales.

## Ecología
Se encuentran tanto en ecosistemas marinos como de agua dulce, y son productores primarios en las redes tróficas bentónicas y planctónicas. Se mantienen sobre la zona fótica de la columna de agua para garantizar disponibilidad de luz. La mayoría de las especies son de vida libre, otras son simbiontes de animales. Las poblaciones marinas pueden multiplicarse rápida y densamente, lo que provoca la proliferación de plancton en las zonas costeras y bahías. Por su alto contenido de lípidos se las considera para su potencial uso como biocombustible.